# Костоломац
У доба када није било лекара, поједини људи су се, самоуки, у Србији бавили намештањем поломљених удова. Добили су назив "костоломци". То су често били и приучени болничари из многих ратова које је Србија водила.
Постоје и данас, и често то раде узгред, на добробит народа и нерадо примају новац за своје услуге. Примање новца за здравствене услуге без одговарајућег медицинског образовања је иначе кажњиво и назива се надрилекарством.